# Знаменская церковь (Ханты-Мансийск)
Це́рковь ико́ны Бо́жией Ма́тери «Зна́мение» — православный храм в центре Ханты-Мансийска, напротив окружной больницы. Относится к Ханты-Мансийской епархии Русской православной церкви

## История
Строительство храма началось в 1991 году по инициативе православных жителей города и настоятеля Абалацкого монастыря архимандрита Зосимы.
8 декабря 1995 года построенную церковь освятил архиепископ Тобольский и Тюменский Димитрий. Вначале храм не имел постоянного священника, в 1996 году на приход был направлен постоянный священнослужитель — иерей Сергий Кравцов, начались регулярные богослужения. С 1 июня 2012 года настоятелем храма стал иерей Леонид Бартков.

## Архитектура и интерьер
Храм увенчан золотым куполом с крестом.
На Царских вратах с наружной стороны находятся иконы Благовещения Пресвятой Деве Марии и четырех евангелистов — апостолов Матфея, Марка, Луки и Иоанна.
В первом ряду иконостаса установлены иконы Спасителя и Божией Матери, храмовая икона, и иконы святителя Иоанна Тобольского и мученика Гермогена Тобольского. Во втором ряду располагаются иконы великих двунадесятых праздников. В третьем ряду в центре — Господь Вседержитель, слева — Пресвятая Богородица, справа — Иоанн Креститель (также называемый Деисус), архангелы, апостолы и святители. Над Царскими вратами помещается икона Тайной вечери. Верх иконостаса венчает крест.

## Престольные праздники
- 27 ноября (10 декабря) — празднование иконы Божией Матери «Знамение»